# Epigonus oligolepis
Epigonus oligolepis är en fiskart som beskrevs av Mayer, 1974. Epigonus oligolepis ingår i släktet Epigonus och familjen Epigonidae. Inga underarter finns listade i Catalogue of Life.